# 凤凰山体育公园专业足球场

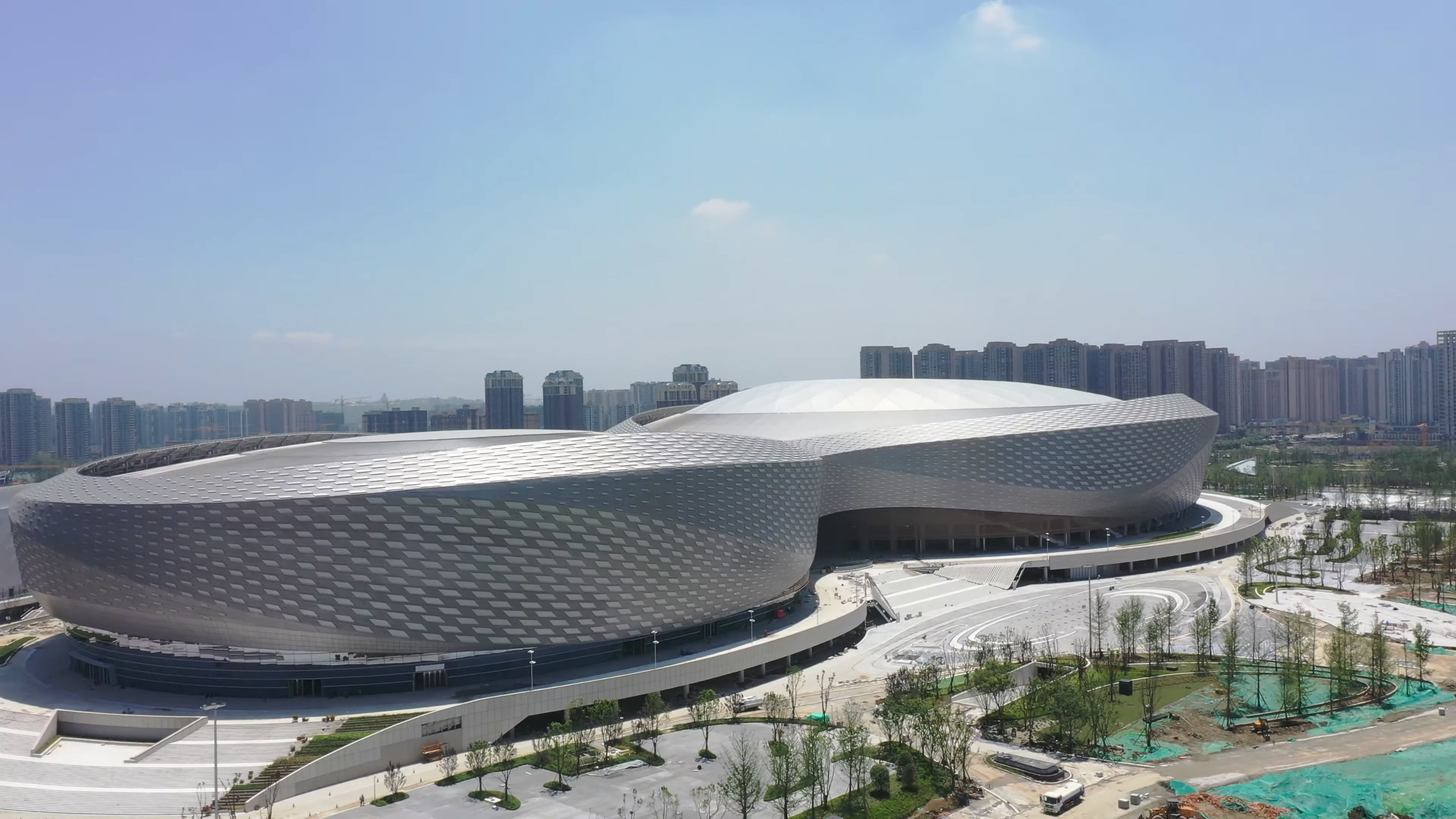
凤凰山体育公园，专业足球场为后方圆形建筑

凤凰山体育公园专业足球场位于成都市金牛区成都凤凰山体育公园内，是成都第二座专业足球场，原本作为2023年亚洲杯比赛场地兴建。球场于2018年12月开工建设，2021年6月投用。目前冠名为五粮液文化体育中心。
场地座椅总数：50695座，其中：首层看台：25437座（含伸缩座椅：3128座和固定看台：22309座），SVIP HALL：220座，VIP：496座，包厢：1682座，V88：369座，顶层看台：22269座，天府俱乐部：164座，无障碍座椅：58座。满足FIFA标准。